# 馬努省

馬努省（西班牙語：Provincia de Manu），是秘魯的省份，位於該國東南部馬德雷德迪奧斯大區，首府是薩爾瓦西翁，面積27,835平方公里，2005年人口17,297，人口密度每平方公里0.62人。
12°50′10″S 71°21′40″W / 12.83611°S 71.36111°W